# Sfingy
Sfingy jsou přírodní památka o rozloze 0,6 hektaru nacházející se v Krušných horách na katastru Kamenné, místní části obce Měděnec v okrese Chomutov. Předmětem ochrany jsou až 15 metrů vysoké skalní útvary vzniklé ve čtvrtohorách procesem mrazového zvětrávání. Oblast je chráněna od 15. července 1983. Skalní útvar byl pojmenován podle egyptské sfingy, kterou svým tvarem připomíná.

## Lokalita
Přírodní památka Sfingy se nachází v Krušných horách asi 0,5 km jihovýchodně od obce Měděnec v Ústeckém kraji, v okrese Chomutov. Jedná se o velmi snadno dostupnou lokalitu, která leží v blízkosti silnice vedoucí z Měděnce do Kamenné. Skalní útvary se nachází v nadmořské výšce 790 metrů. Vrchol přírodní památky poskytuje výhled na údolí Ohře a Doupovské hory.

## Historie
Skalní útvar Sfingy byl vyhlášen přírodní památkou 27. dubna 1990, do té doby byl tento útvar chráněný přírodní výtvor, a to od 15. července 1983. První plán péče byl vydán pro období 2013–2022.

## Přírodní poměry

### Geologie

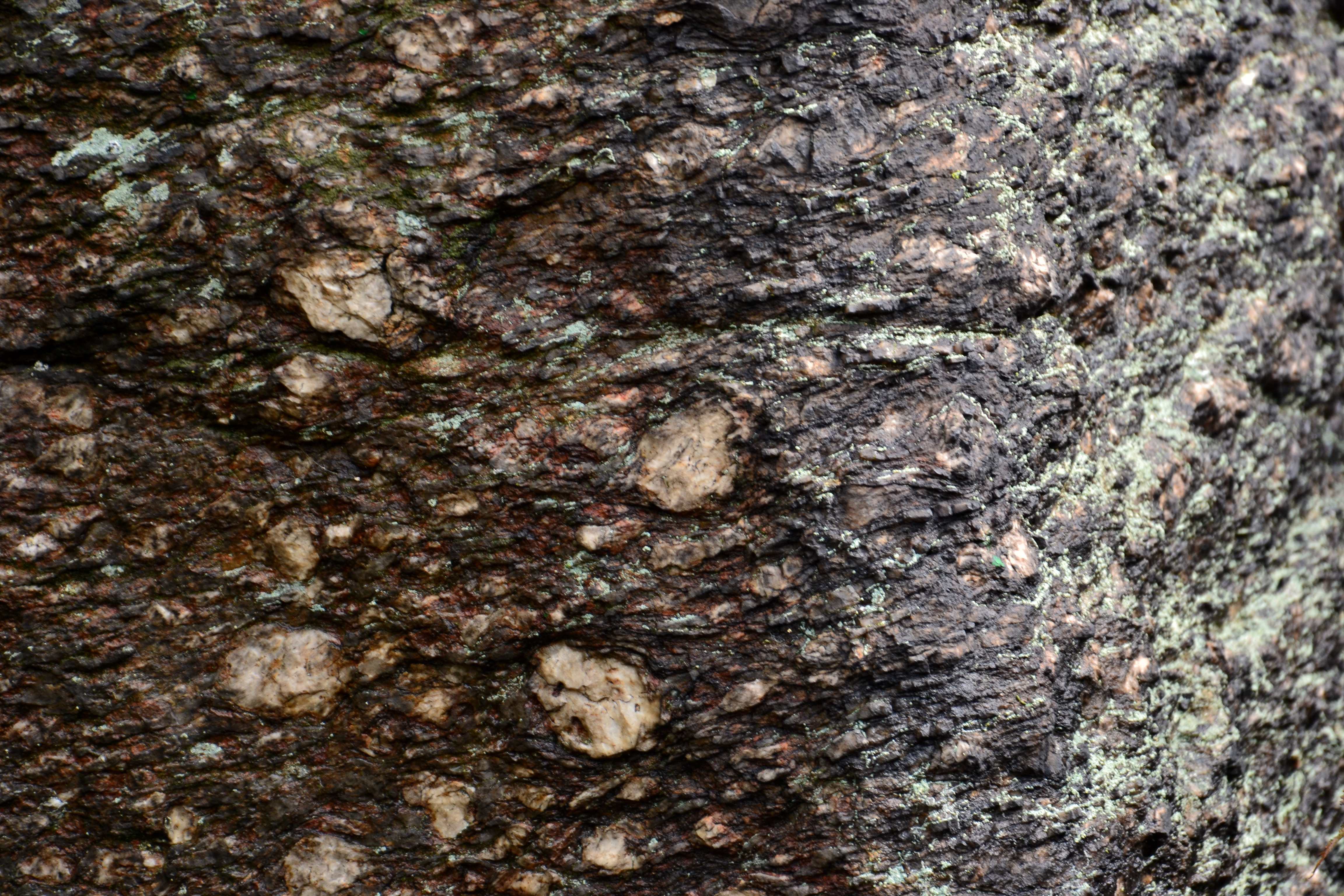
Detail horniny s živcovými vyrostlicemi

Skalní útvary vznikly v čtvrtohorách tzv. mrazovým zvětráváním, které je způsobeno dlouhodobým působením vody a mrazu na horninu.
Útvar je tvořen ortorulou, která na náhorních plošinách vytváří skály podobného typu jako v přírodní památce Sfingy. Přesněji se jedná o hrubozrnnou porfyrickou ortorulu s vyrostlicemi živců, která je lineárně usměrněná a nedokonale břidličnatá. S tímto typem ortoruly se můžeme setkat především v jádrech antiklinálních struktur. Ortorula vznikla přeměnou z granitu za působení orientovaného tlaku (tzv. stressu). Díky stressu se na hornině utvořily plochy břidličnatosti (plochy diskontinuity). Ploch diskontinuity využily hydrotermální roztoky variského magmatu bohaté na křemík. Tyto roztoky cirkulovaly po hornině a na plochách diskontinuity se vytvořily ložní žíly a čočky šedobílého sekrečního křemene. Na hornině je možné pozorovat křemeno-živcové vyrostlice, tzv. oka, která mohou být až 5 cm velká. Oka jsou tvořená ortoklasem, ale hornina obsahuje také plagioklas, který vytváří zrna o velikosti 0,2–3 milimetru.

### Flora

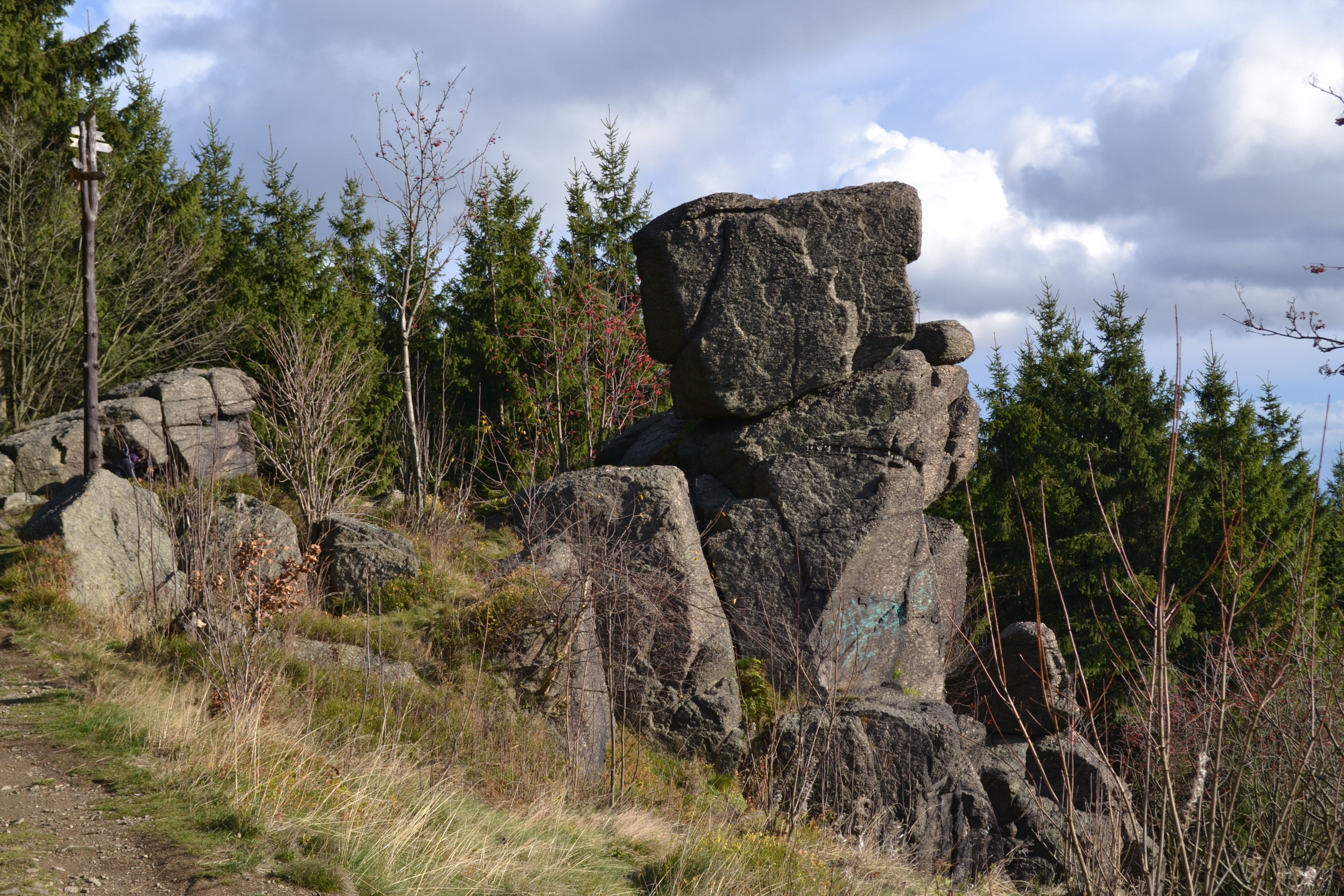
PP Sfingy

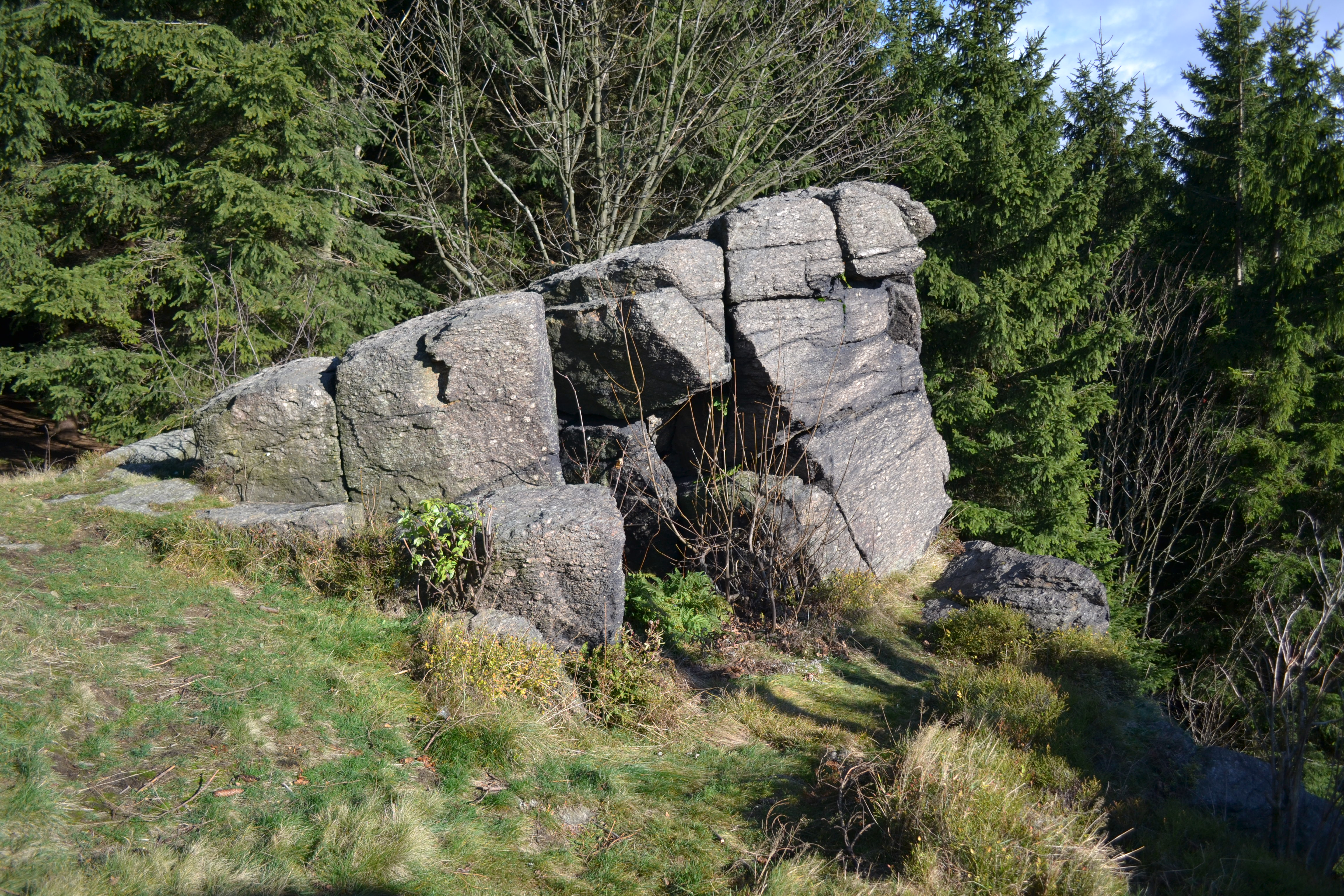
PP Sfingy

Skalní útvary samotné nejsou porostlé žádnou vegetací. V blízkosti skal převládá acidofilní vegetace s větším zastoupením keříčků brusnice brusinky (Vaccinium vitis-idaea) a brusnice borůvky (Vaccinium myrtillus). Dále se zde vyskytuje rozrazil lékařský (Veronica officinalis), metlička křivolaká (Avenella flexuosa), šťovík menší (Rumex acetosella). Na úpatí skal se vyskytují kapradiny, především papratka samičí (Athyrium filix-femina). Mezi ohrožený druh zde vyskytujících se rostlin patří koprník štětinolistý (Meum athamaticum). V nejbližším okolí přírodní památky se vyskytují bikové bučiny (Luzulo-Fagetum).

### Fauna
Protože tato přírodní památka zabírá malou rozlohu, nelze mluvit o druzích typických pro tuto lokalitu. Byl zde zaznamenán výskyt kriticky ohrožených druhů zmije obecné (Vipera berus) a ještěrky živorodé (Lacerta zootoca).

## Lesní hospodaření
Lokalitu přírodní památky tvoří z poloviny bezlesí. Celkově se jedná o mladší porost tvořený převážně modříny, které tu jsou však nežádoucí. Okolní lesy jsou hospodářsky využívané a na ochranu památky nemají žádný vliv.

## Ochrana přírody
Hlavním předmětem ochrany jsou skalní útvary využívané v minulosti k příležitostnému horolezectví, kterým byly částečně poškozeny. V současnosti je tento problém na ústupu, nicméně plán péče pro období 2013 až 2022 doporučuje, aby bylo území příležitostně kontrolováno strážci přírody. Dalším cílem ochrany je péče o lesní porost. Provádí se průběžně dosadba původních dřevin (buk lesní, jedle bělokorá, bříza bělokorá a jeřáb ptačí). Naopak plán doporučuje postupné vyřezávat nepůvodní druhy (hlavně modřín opadavý). V současné době není tato lokalita přímo ohrožena.

## Turismus
Lokalita je snadno přístupná jak pro pěší, tak pro cyklisty po cyklostezce č. 35 z obce Měděnec. Poblíž lze zaparkovat na přírodním parkovišti. Turismus nemá na předmět ochrany žádný vliv.
V sedmdesátých letech 19. století byl západně od Sfing postaven hotel U Sfingy (německy Zur Sphinx). V roce 1927 prošel rekonstrukcí, během druhé světové války zde bylo doléčovací a rehabilitační středisko SS a vývařovna pro nedaleký tábor Hitlerjugend. Po roce 1945 hotel pustl a jeho zbytky odstřelili vojáci Československé lidové armády v roce 1968.